# Mossano (DJ)
Mossano (n. Lucian Mosanu pe 8 mai 1978 în Bârlad, România) este un DJ și remixer de muzică house și popcorn  din România. În 2009 a început să colaboreze cu David Deejay și a debutat cu piesa „Indianotech”, melodie ce a ieșit pe locul 7 în topul celor mai difuzate piese ale anului 2010 realizat de Media Forest România. Pentru această piesă a fost nominalizat la Romanian Music Awards 2010, la categoria „Best New Act”. A fost nominalizat și la Romanian Music Awards 2014 la categoria „Best Dance” pentru piesa „I Promise You” lansată în colaborare cu AMI.